# Ulrik Christian Kaas
Ulrik Christian Kaas (født 21. april 1729 i København, død 22. marts 1808 sammesteds) var en dansk søofficer, bror til Frederik Christian Kaas.
Han var søn af admiral Ulrik Kaas, blev 1749 sekondløjtnant i Marinen, 1755 premierløjtnant, 1758 kaptajnløjtnant, 1763 kaptajn, 1770 kommandørkaptajn, 1781 kommandør, 1790 kontreadmiral, 1797 viceadmiral og 1804 virkelig admiral. 1771 udnævntes han derhos til generaladjudant og 1780 til kammerherre. 1801 blev han hvid ridder.
1760 ansattes Kaas som interimsekvipagemester ved Dokken, men havde samtidig med denne stilling en del udkommandoer som fregatchef indtil 1765, bl.a. til Dansk Vestindien 1755-56, til Middelhavet 1759 og 1760, derefter i nogle år vagtskibschef og 1764 og 1765 chef for fregatten Hvide Ørn som kadetskib.
Han deltog 1770 som chef for linjeskibet Mars i  schoutbynacht F.C. Kaas' mislykkede togt til Algier og 1773 i sammes togt til Østersøen som chef for linjeskibet Ebenezer. Efter en del andre togter udsendtes Kaas 1779 som chef for linjeskibet Holsten til Kap for der fra at konvojere hjemadvendende ostindie- og kinafarere samt for at afgive forstærkningsmandskab til de danske kolonier i Guinea, som hollænderne dengang havde fortrædiget. På denne rejse døde 84 mand af besætningen af skørbug og blodgang, i hvilken anledning man efter skibets hjemkomst lod anstille undersøgelser af Kaas' forhold. Følgen af disse blev, at han frikendtes for skyld, men at besætningernes behandling og bespisning herefter væsentlig forbedredes. 1778, da kommandør Gerhard Christopher von Walterstorff overtog stillingen som Holmens chef, ansattes Kaas i hans sted som virkelig ekvipagemester på Nyholm og blev samtidig kommitteret i Konstruktionskommissionen. Efter nok en udkommando i 1782 overtog han 1788 kommandoen over sødefensionen på Københavns Red, men aftrådte kort efter igen fra dette hverv for at blive kommandant på Toldboden, i hvilken stilling han forblev indtil sin død, 22. marts 1808.
Kaas blev 6. oktober 1768 i Ormslev Kirke gift med Frederikke Amalie Charisius (29. december 1749 – 18. marts 1828), datter af konferensråd Constantin August Charisius og søster til broderen F.C. Kaas' hustru.
Han er begravet i Holmens Kirke.
Kaas er portrætteret på Wilhelm von Haffners gruppebillede fra appartementet på Christiansborg 1781 (Rosenborg Slot). Maleriet af Peder Als, som tidligere er blevet angivet til at forestille Kaas, er i virkeligheden et portræt af broderen F.C. Kaas.